# 繁华大道站
繁华大道站位于中华人民共和国安徽省合肥市蜀山区翡翠路与繁华大道交叉口地下，是合肥轨道交通3号线与建设中的7号线的地铁换乘站。

## 车站结构
繁华大道站位于翡翠路与繁华大道交叉口，3号线与7号线“T”字换乘，3号线车站为地下二层单柱双跨岛式站台，7号线车站为地下三层双柱三跨岛式站台，近期设9个出入口。

## 车站楼层
| B1 | 站厅                                     | 出入口、票务服务、自动售票机、人工服务台 |  |
| B2 |                                          | █ 3号线列车往馆驿方向 （大学城北）       |  |
| B2 | 岛式站台                                 |                                          |  |
| B2 | █ 3号线列车往相城路方向 （安医大二附院） |                                          |  |

## 出入口
| 编号                | 位置             | 周边主要信息                             | 公交信息 |
| ------------------- | ---------------- | ---------------------------------------- | -------- |
| A · 出口            | 繁华大道（东北） | 凯旋公寓、中信银行、合肥中锐学校、绿苑   |          |
| B · 出口            | 繁华大道（东南） | 经典华城、招商银行经开支行、合肥海洋世界 |          |
| C · 出口            | 繁华大道（西南） | 中环城、大润发翡翠店                     |          |
| D · 出口 · （设有） | 翡翠路（西北）   | 润安公学、合肥市口腔医院（西区）         |          |
| E · 出口            | 翡翠路（东）     | 经典华城                                 |          |
| 出口                | 翡翠路（西）     | 中环城外街、中国银行（出口标记为出）     |          |
| 图例： 设有 \| 设有 |                  |                                          |          |